# 亞歷山德里夫卡 (多布羅韋利奇基夫卡市鎮)
48°33′26″N 31°12′10″E / 48.55722°N 31.20278°E
亞歷山德里夫卡（烏克蘭語：Олександрівка），是烏克蘭中部基洛夫格勒州新烏克蘭卡區多布羅韋利奇基夫卡市鎮的村莊，始建於1923年，面積3.46平方公里，海拔高度168米，2001年人口518。